# Difoszfátok

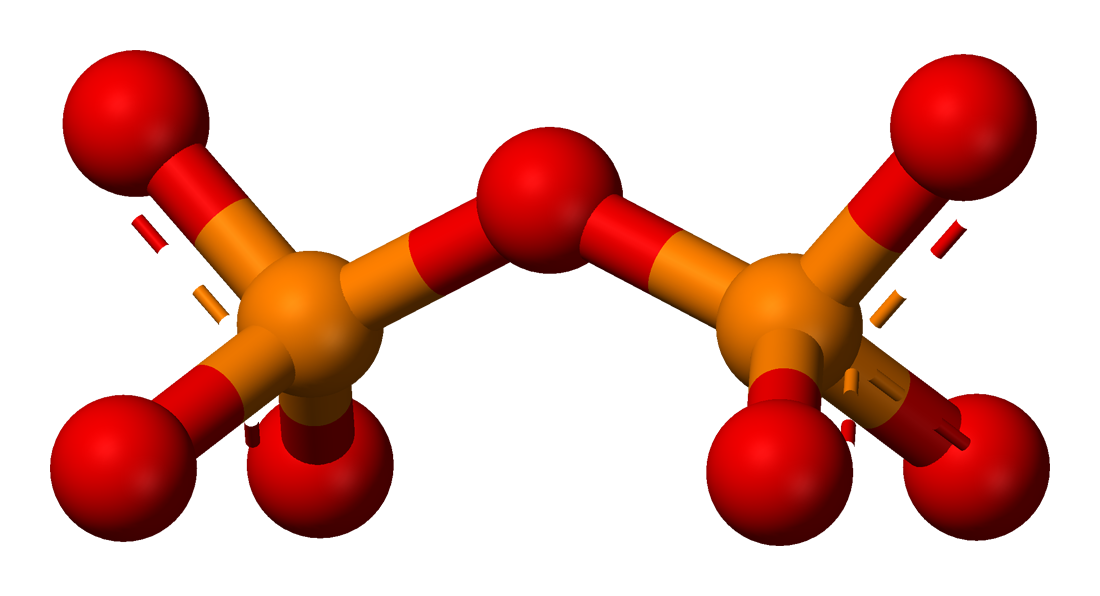
A difoszfát anionnak P_{2}O_{7}^{4−} 3D-s modellje

A difoszfátok (más néven pirofoszfátok) elnevezés a difoszforsav (H4P2O7) észtereit és sóit jelöli. Molekuláris biológiában a P2O4−7 képletű anion egy a sejtekben lezajló biokémiai folyamat révén keletkezik, mely következtében az adenozin-trifoszfátból (ATP) hidrolízis során adenozin-monofoszfát (AMP) keletkezik. 
- ATP → AMP + PPi
- AMP + ATP → 2 ADP
- 2 ADP + 2 Pi → 2 ATP

Például amikor a készülő vagy megkettőződő DNS vagy RNS szálba a polimeráz nevű enzim új nukleotidot épít be, (PPi) szabadul fel.

## Élelmiszeripari felhasználás
Az élelmiszeriparban a nátrium-, kálium- és kalcium-difoszfátot pufferanyagként, valamint emulgeálószerként alkalmazzák E450 néven. Az E450iii a fémeket megköti, így a fémek által okozott élelmiszer-elszíneződést megakadályozza. 
Laikusok körében kevéssé ismert, hogy az otthon réges-rég használt sütőpor egyik komponense is dinátrium-difoszfát. Ennek nátrium-hidrogén-karbonáttal („szódabikarbóna”) alkotott keveréke melegítés hatására szén-dioxid fejlődés közben bomlik, így a süteményfélék szerkezete lazább, "könnyebb" lesz. A sütőipari termékekben ezért is gyakori komponensek a különféle savanyú foszfát sók. 

### Élelmiszer-adalékanyagként alkalmazott difoszfátok
- E450i dinátrium-difoszfát (dinátrium-pirofoszfát)
- E450ii trinátrium-difoszfát
- E450iii tetranátrium-difoszfát
- E450iv dikálium-difoszfát
- E450v tetrakálium-difoszfát
- E450vi kalcium-dihidrogén-difoszfát és dikalcium-difoszfát (ez utóbbi régebben E540 néven  szerepelt[1])

Maximum napi beviteli mennyisége 70 mg/testsúlykg, de ez az összes foszfortartalmú vegyület együttes mennyiségére vonatkozik. A nagy mennyiségű foszfátbevitel megzavarhatja a szervezet anyagcsere-folyamatait.